# Nouria Benghabrit
Pour les articles homonymes, voir Remaoun.
Nouria Benghabrit (en arabe نورية بن غبريط), née le 5 mars 1952 à Oujda (Maroc), est une sociologue et chercheuse algérienne. Elle fut  ministre de l'Éducation nationale du 5 mai 2014 au 31 mars 2019. Sa rigueur et sa fermeté dans la mise en œuvre de ses décisions, notamment face aux syndicats, lui ont valu le surnom de « Dame de fer ».

## Origines et études
Elle est issue d'une famille tlemcénienne d'origine andalouse. Quant à son mari, sa famille est d'origine morisque, dont le patronyme Remaoun provient de l'arabisation du nom espagnol Ramón.
Elle est la fille de feu Djilali Benghabrit, décédé en 2007, et la petite-fille du frère de Si Kaddour Benghabrit, fondateur de l’institut musulman de la Grande Mosquée de Paris.
Elle obtient en 1973 une licence en sociologie, puis en 1977, soutient son diplôme d'études approfondies (DEA) en sociologie de l'éducation à l'université d'Oran sur la problématique de l'orientation scolaire et professionnelle. Elle était une étudiante studieuse, en phase avec les données politiques de l’époque qui mettaient la majorité dans le giron des « progressistes » luttant contre l’impérialisme et le capitalisme exploiteur. Elle était alors très active dans le Comité universitaire de volontariat, (CUV) qui mobilisait les étudiants dans la campagne d’explication de la révolution Agraire aux paysans.
En 1982, elle obtient son doctorat, dans le même domaine d'études que son DEA, délivré par l'université Paris V . Elle est habilitée à diriger des recherches et spécialiste des sujets relatifs à l'éducation, la jeunesse, les femmes dans la société et la famille.

## Carrière professionnelle
Tout en enseignant depuis 1973 à l'Université d'Oran, elle est nommée en 1976, chef du département de Sociologie à la même université. Elle rejoint plus tard, à sa création en 1985, l'Unité de Recherche en Anthropologie Sociale et Culturelle (URASC), d'abord en tant que chercheuse et responsable du laboratoire de recherche sur l'éducation et les systèmes de formation qu'elle a monté, puis en tant que directrice de l'URASC de 1989 à 1992, année au cours de laquelle l'unité se transforme en centre de recherche. Elle a ainsi dirigé , le Centre national de recherche en anthropologie sociale et culturelle (CRASC),, de sa création en 1992 à sa nomination en 2014 à la tête du ministère de l'Éducation nationale. N'ayant pas d'appartenance politique particulière, elle est considérée comme étant une ministre technocrate.
Elle a fait partie de la commission dite Benzaghou, chargée en 2001 de proposer un rapport visant à réformer le secteur de l'éducation en Algérie.

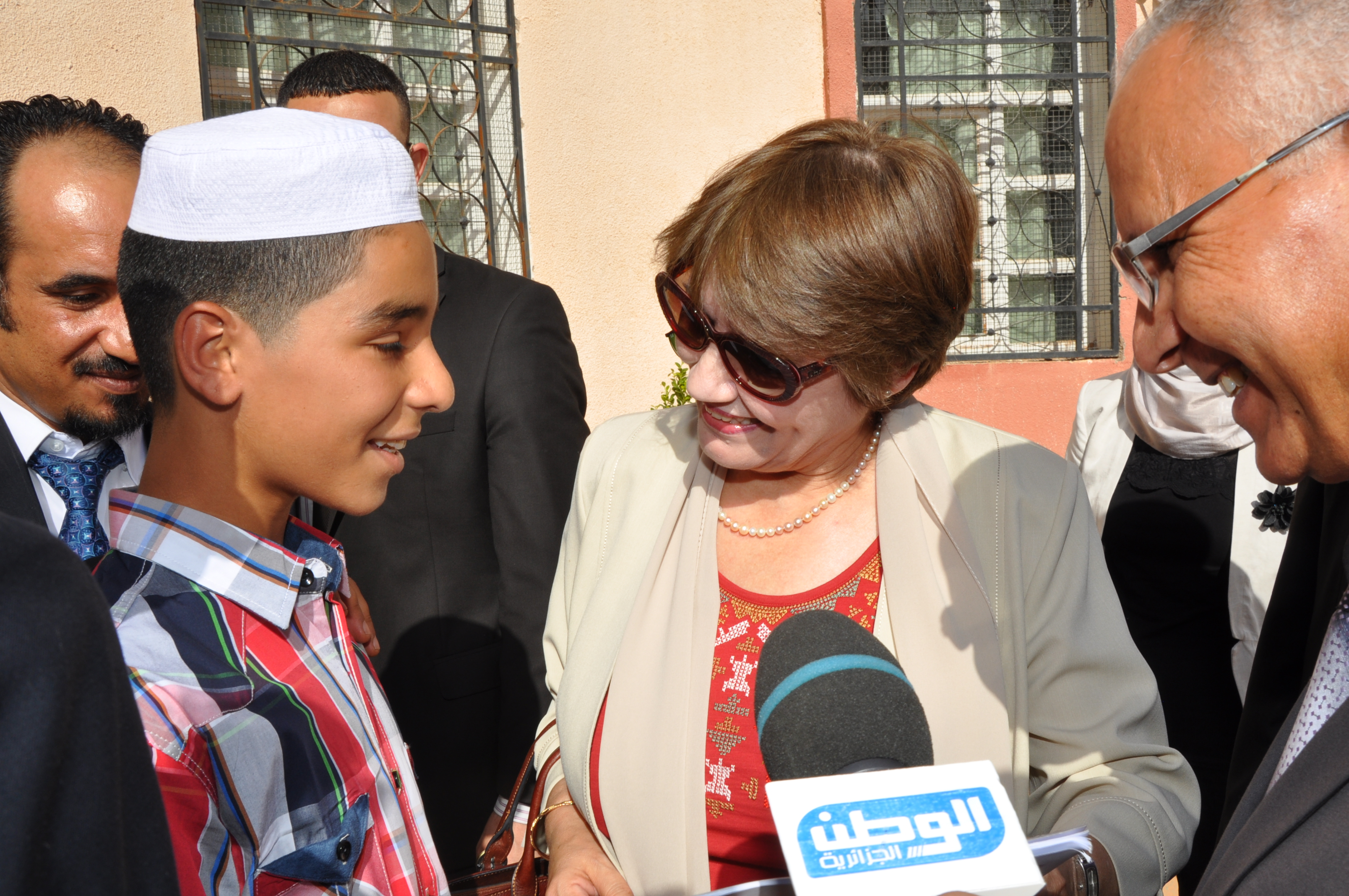
Nouria Benghabrit en septembre 2014 à Ghardaia pour le lancement de l'année scolaire 2014-2015

Elle a été élue en 2002 et en 2005, pour deux mandats successifs de trois années, membre représentant l'Afrique du Nord au Comité exécutif du Conseil pour le développement de la recherche en sciences sociales en Afrique (CODESRIA).
De 2003 à 2006, elle fut la présidente du comité arabe de l'UNESCO pour l'enseignement supérieur et, à ce titre, membre du Comité mondial du forum de l’Unesco pour l’enseignement supérieur, la recherche et la connaissance.
Elle a été, de 2007 à 2010, vice-présidente du conseil d’administration de l'Institut Africain de la Gouvernance (IAG).

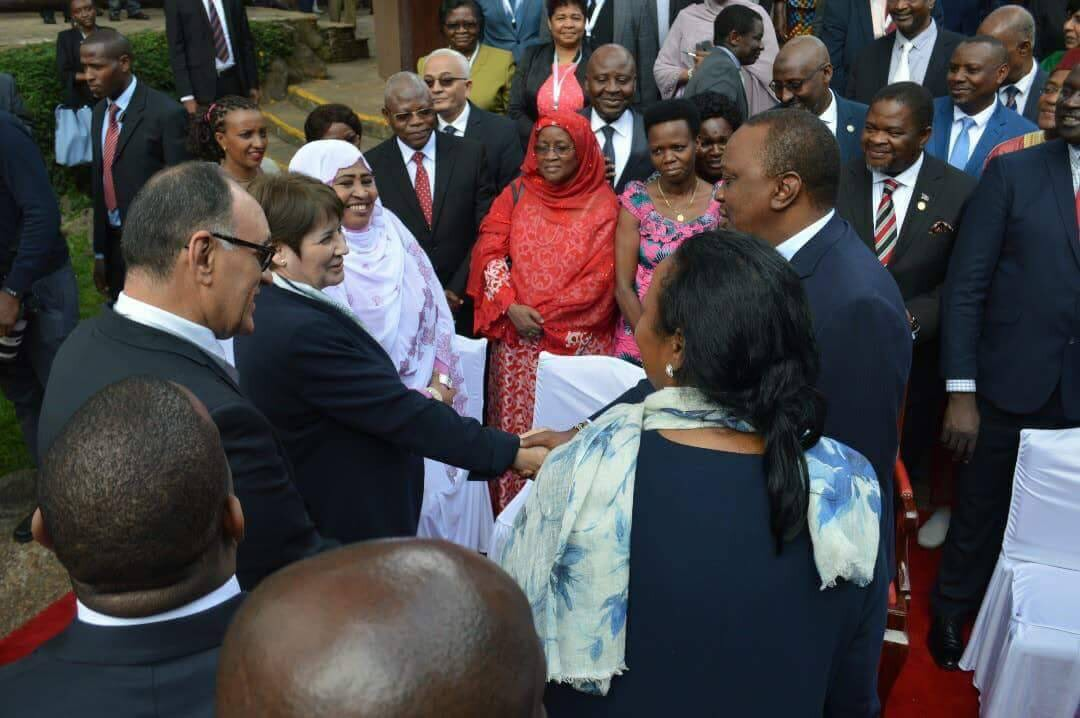
Nouria Benghabrit serrant la main du Président du Kenya, Uhuru Kenyatta, à l'occasion de la Conférence panafricaine de haut niveau sur l'éducation (Nairobi, avril 2018)

En 2012, à la suite de sa désignation par le secrétaire général des Nations unies, elle rejoint le Comité des politiques de développement pour un mandat  de trois ans. Ce Comité devant présenter au Conseil économique et social des Nations unies des analyses et avis indépendants, elle a dû en démissionner à sa nomination en tant que ministre dans un gouvernement. Elle est à ce jour le premier et seul membre algérien ayant fait partie de ce Comité.
En 2015, elle est classée par le site d'information algérien Almanach-Dz comme personnalité Algérienne de l'année.
En 2017, un arrêté de son ministère interdit le niqab et le voile intégral dans les établissements scolaires algériens.
En avril 2018, elle est nommée membre du Conseil d’administration d’un nouveau fonds de la Banque islamique de développement intitulé «Transform», doté d'un budget de 500 millions de dollars américains. Elle y siège aux côtés de personnalités comme Mehmet Şimşek, vice-Premier ministre de Turquie, Sanusi Lamido Sanusi, émir de Kano et ancien gouverneur de la Banque centrale du Nigeria, Helle Thorning-Schmidt, ancienne Première ministre du Danemark et Richard Curtis, cinéaste Néo-Zélandais . L'objectif de ce fonds est d'encourager la science et les technologies dans les pays en développement, en adéquation avec les Objectifs de développement durable.

### Polémique autour de l'introduction de la langue darja dans l'enseignement primaire
La polémique trouve son origine dans l'une des recommandations issues de la Conférence nationale sur l’évaluation de la mise en œuvre de la réforme du système éducatif algérien tenue les 25 et 26 juillet 2015. Cette recommandation propose l'usage par les enseignants des langues maternelles. Parmi les arguments avancés par les pédagogues, psycholinguistes, neurolinguistes et orthophonistes, il est important de ne pas choquer les écoliers avec une langue arabe littéraire qui en réalité est une nouvelle langue pour eux. L'argument tient compte de la diglossie existant dans la société algérienne (principalement entre arabe algérien et arabe classique).
La réaction à cette recommandation ne s'est pas fait attendre, en effet une campagne virulente ininterrompue émanant notamment de puristes conservateurs et de députés de la coalition islamiste Alliance Verte qui s'en sont violemment pris à la ministre. Ils ont ainsi réclamé « le départ immédiat » de la ministre à travers certains médias arabophones et les réseaux sociaux. Ils assimilent « sa décision » (qui est dans les faits la proposition d'experts présents à la Conférence nationale évoquée) de remplacer l'arabe classique par la darija « à une tentative de nuire à l’arabe, qui est la langue du Coran, de l’islam et du peuple algérien »,. Cette polémique infondée voulant que l'arabe classique soit remplacé par la derja a perduré, même après le démenti fait par la ministre, dans lesquels elle a aussi rappelé que le secteur de l'éducation et sa personne sont sujets à rumeurs et désinformation perpétuelles depuis sa nomination au poste de ministre. Elle a ainsi déclaré « qu'il ne faut pas tromper la société ». Certains journaux sont allés jusqu'à déformer les propos de Benghabrit qui s'interrogeait lors d'une interview du faible niveau en arabe de certains élèves issus d'environnements arabophones et inscrits dès leur jeune âge à l'école coranique. Ces journaux ont publié des titres affirmant que la ministre a traité les élèves ayant eu un passage par l'école coranique de faibles en matière de niveau scolaire, une désinformation aberrante sachant qu'il est aisé de vérifier cela à travers la vidéo de la conférence de presse.

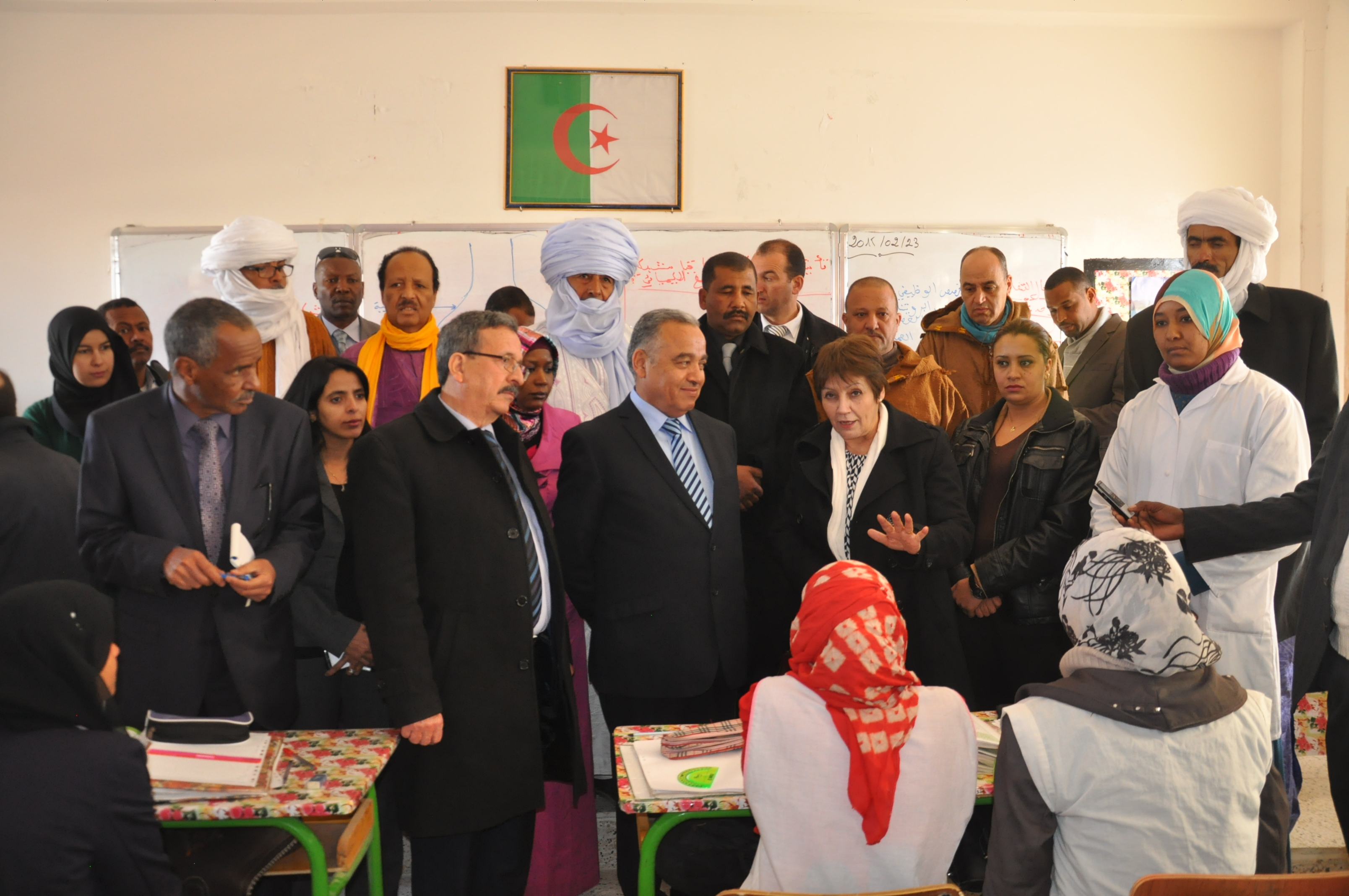
Nouria Benghabrit en 2015 à Idles.

#### Soutien du Premier ministre Abdelmalek Sellal
Le Premier ministre de l'époque, Abdelmalek Sellal, a exprimé publiquement son « soutien indéfectible » à la ministre de l’Éducation nationale et à sa réforme de l’école. Il a ainsi a mis fin à la polémique en ces termes : « La réforme de l’école se fera loin des idéologies et des arrière-pensées politiciennes » en ajoutant «...que telle est la volonté du président de la République, Abdelaziz Bouteflika, inscrite dans son programme légitimé par le suffrage populaire ».

#### D'autres soutiens
D'autres soutiens, ayant précédé celui du Premier ministre, ont aussi appuyé la ministre de l'Éducation nationale. Louisa Hanoune, secrétaire générale du Parti des travailleurs, s'est insurgé contre ceux qui « s’autoproclament » gardiens des valeurs identitaires de l’Algérie. Pour Hanoune la guerre des langues en Algérie est un débat tranché par l’Histoire et il ne viendrait à l’esprit de personne de remettre en cause le statut de la langue arabe, encore moins la ministre de l’Éducation. Khaoula Taleb Ibrahimi, spécialiste en sciences du langage et nièce de l'ancien ministre de l'Éducation Ahmed Taleb Ibrahimi, a pour sa part estimé que « la langue arabe mérite mieux que les gesticulations de ceux qui ont mené notre école à la ruine ». Des syndicats de l'éducation et des associations de parents d'élèves ont également marqué leur soutien.
Certains soutiens, ayant qualifié les attaques contre la ministre de procès d'intention émanant de milieux pour lesquels la défense de la langue arabe n'est qu’un slogan politique, ont souligné que Benghabrit n'a aucune leçon de patriotisme à recevoir de qui que ce soit. La raison étant que la ministre a consacré sa vie à l’enseignement et à la recherche dans le domaine des sciences sociales, déclinant les nombreuses offres de professeur en titre reçues des plus prestigieuses universités et centres de recherches du monde et cela en pleine « tragédie nationale ». Elle a fait le choix de rester en Algérie et de se battre pour son idéal, son algérianité est ainsi au-dessus de tout soupçon. Certains ont estimé que les contradicteurs de Benghabrit, dont le crime impardonnable est celui de vouloir instaurer une école intelligente, fuient les véritables problèmes de fond et freinent le développement de l'École algérienne. De nombreux citoyens ont également apporté leur soutien inconditionnel à la ministre, en initiant, entre autres, une pétition adressée à ceux qui pensent que Nouria Benghebrit est victime d’une cabale non méritée,.

### Autres polémiques
En 2017, le président de l'Association des oulémas musulmans algériens a qualifié, dans un communiqué, la suppression de la « basmala » des premières pages des livres scolaires d’atteinte « à l’identité algérienne » et à « l’intégrité spirituelle de nos enfants ».
En février 2019, elle est critiquée pour avoir apporté son soutien à Nadia Messaci, directrice du lycée algérien de Paris, au centre d'une polémique pour avoir interdit aux élèves et aux professeurs de prier dans l'enceinte de l'établissement. Benghabrit estime que « On va à l’école pour étudier et non pour prier ». La ministre de l’Éducation, qui n’a pas été désavouée par son gouvernement, a reçu le soutien du syndicat national des zaouïas, estimant que les mosquées en Algérie étaient suffisamment nombreuses pour recevoir les personnes qui souhaitent prier. Louisa Hanoune, secrétaire générale du Parti des travailleurs et l’une des rares femmes à occuper un espace politico-médiatique surtout masculin, a repris cet argument en approuvant Nouria Benghabrit. Selon elle, « l’État algérien est civil et l’école publique est républicaine. »,,.

## Quelques publications
- (ar) L'avenir des sciences sociales dans le monde arabe, édité et présenté par: Sari Hanafi, Nouria Benghabrit-Remaoun et Mustapha Mejahdi, Centre d'études de l'union arabe, Centre national de recherche en anthropologie sociale et culturelle et l'Association arabe de sociologie, 2015, 493 p.
- L’École : enjeux institutionnels et sociaux, Crasc, 2013
- La difficile articulation formation professionnelle/emploi, p. 361, éd. Karthala, 2010
- Le système LMD (Licence-Master-Doctorat) en Algérie : de l’illusion de la nécessité au choix de l’opportunité, JHEA/RESA Vol. 7, 2009
- L’Algérie 50 ans après : état des savoirs en sciences sociales, 1954-2004, dir. Mustapha Haddab, Oran, éd. CRASC, 2008,  (ISBN 9789961813331)[33]
- Enfance et socialisation, Revue algérienne d'Anthropologie et de Sciences sociales, p. 11-133, 2008
- Le préscolaire en Algérie: état des lieux et perspectives, p. 270, 2005,  (ISBN 9789961813188)
- Où va l'Algérie, ch. 13, École et religion, p. 289-302, éd. Karthala, 2001,  (ISBN 2845861885)
- L’école algérienne : transformations et effets sociaux, Casbah, 1998
- Rapports à l’institution scolaire chez les lycéens de terminale, Revue Insaniyat, p. 39-52, n°6, 1998
- Enseignement pré-scolaire : histoire d'un statut, Urasc, 1992